# Cyanicterus cyanicterus
Cyanicterus cyanicterus là một loài chim trong họ Thraupidae.